# Bicon
Bicon is een kevergeslacht uit de familie van de boktorren (Cerambycidae). De wetenschappelijke naam van het geslacht werd voor het eerst geldig gepubliceerd in 1866 door Pascoe.

## Soorten
Bicon omvat de volgende soorten:
- Bicon bimaculatum Gahan, 1906
- Bicon luctuosus Holzschuh, 2006
- Bicon luzonensis Schultze, 1920
- Bicon ruficeps Pic, 1922
- Bicon sanguineus Pascoe, 1866